# Englisch-Marokkanische Allianz
Die Englisch-Marokkanische Allianz bestand Ende des 16. bis ins frühe 17. Jahrhundert zwischen der englischen Monarchie und der Saadi-Dynastie Marokkos. Handelsvereinbarungen wurden zwischen Queen Elizabeth I. von England und dem marokkanischen Herrscher Ahmad al-Mansur auf der Grundlage der gemeinsamen Feindschaft zum spanischen König Philipp II. geschlossen. Im Warenaustausch überwog der Waffenhandel, doch auch militärisch kam es wiederholt zur unmittelbaren Zusammenarbeit. Die Nachfolger der beiden Herrscher hielten die Allianz noch eine Zeit lang aufrecht.

## Hintergrund
Auf Vermittlung der Kaufmannsfamilie der Amphlett kam im 16. Jahrhundert ein regelmäßiger Warenhandel zwischen den beiden Staaten zustande. Der europäische Handel mit Marokko wurde weitgehend von Spanien, Portugal und Genua beherrscht, doch mit dem Verlust der marokkanischen Städte Safi und Agadir 1541 schwand der Einfluss Portugals.
Nach der Reise des Lion unter Thomas Wyndham 1551 und der Gründung der englischen Barbary Company 1585 gedieh der Handel zwischen England und den Barbareskenstaaten, vor allem mit der Saaditendynastie von Marokko. Zucker, Straußenfedern und Salpeter aus Marokko wurden gegen englische Tuche und Feuerwaffen eingetauscht, oft unter Protest aus Spanien und Portugal.
Elisabeth I. und Sultan Abu Marwan Abd al-Malik standen in häufigem Kontakt, um den Handel zu fördern und um Privilegien für englische Kaufleute zu erhalten. Der Sultan sprach sowohl Spanisch als auch Italienisch. 1577 schrieb er auf Spanisch in lateinischer Schrift an die englische Königin, und unterzeichnete mit AbdelMeleck. Im gleichen Jahr entsandte die Königin Edmund Hogan als Botschafter an den marokkanischen Hof.

## Allianz

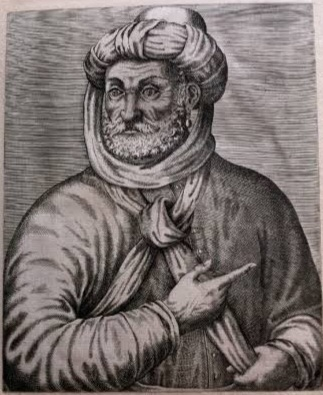
Sultan Ahmad al-Mansur weitete nach 1578 die Beziehungen zwischen England und Frankreich zu einer politischen Allianz aus.

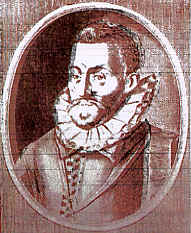
Elisabeth I. versuchte Sultan al-Mansurs Unterstützung für António von Cratos Ansprüche auf den portugiesischen Thron gegen Philipp II. von Spanien zu gewinnen.

Anfänglich zögerte Elisabeth aus Sorge vor dem Widerstand anderer europäischer Länder, den Waffenhandel mit Marokko zu fördern, und ließ dem Sultan dies 1577 durch Hogan mitteilen. 1586 ließ Elisabeth I. ein Rechtsgutachten verfassen, das ihre Bündnispolitik rechtfertigen sollte. Dort heißt es: „Wenn Euer Majestät den König von Fez nutzen, so bewaffnet Ihr nicht einen Barbaren gegen einen Christen, sondern einen Heiden gegen einen Ketzer.“ Die Kontakte gestalteten sich im Verlauf des weiteren diplomatischen Austauschs zwischen Elisabeth und Sultan Ahmad al-Mansur enger, besonders nach der Niederlage Portugals in der Schlacht von Alcácer-Quibir 1578.

### Englisch-spanischer Krieg
Die Beziehungen zwischen England und Marokko wurden enger, nachdem Philipp II. von Spanien sich 1580 zum König von Portugal hatte ausrufen lassen, und in der Folge des 1585 ausgebrochenen Englisch-Spanischen Kriegs. 1581 erlaubte Elisabeth den Export für den Schiffsbau geeigneten Holzes nach Marokko im Austausch gegen Salpeter, der für die Herstellung von Schießpulver gebraucht wurde. Die Gründung der Barbary Company 1585 sollte England ein Handelsmonopol von 12 Jahren Dauer verschaffen. 1585–1588 versuchte Elisabeth durch ihren Gesandten Henry Roberts, die Unterstützung des Sultans zu gewinnen, um António von Cratos Ansprüche auf den portugiesischen Thron gegen Philipp II. von Spanien durchzusetzen. 1588 gewährte Al-Mansur englischen Kaufleuten besondere Privilegien.
In ihren Briefen an Al-Mansur beschrieb Elisabeth 25 Jahre lang immer wieder die Beziehung zwischen den beiden Ländern als „La buena amistad y confederación que hay entre nuestras coronas“ (Die gute Freundschaft und das Bündnis zwischen unseren Kronen), und sich selbst als „Vuestra hermana y pariente según ley de corona y ceptro“ (Eure Schwester und Verwandte nach dem Recht von Krone und Szepter).
Im Januar 1589 bat Al-Mansur über seinen Botschafter Marsuq Rais (Mushac Reyz), um Ruderer, Zimmerleute und Schiffsbaumeister sowie um Truppentransporte auf englischen Schiffen, im Austausch gegen 150.000 Dukaten und militärische Unterstützung für einen englisch-marokkanischen Feldzug gegen Spanien zugunsten des portugiesischen Thronanwärters. Darüber hinaus bat er um militärische Unterstützung aus England für den Fall eines Konflikts mit nicht-christlichen Nachbarländern. Elisabeth sah sich außerstande, alle Forderungen zu erfüllen, so dass sich die Verhandlungen bis zum Tod António von Cratos 1595 hinzogen. Die Englische Armada gegen Portugal setzte dennoch 1589 Segel, erreichte jedoch ihre Ziele nicht und erlitt hohe Verluste. Nur der marokkanische Botschafter Marzuq Rais begleitete die Armada an Bord des Flaggschiffs Dom Antónios, verkleidet als portugiesischer Edelmann, und blieb bis zum Sommer 1589.

### Gesandtschaft von 1600
Die diplomatischen Beziehungen zwischen England und den Barbareskenstaaten wurden im Lauf der Zeit immer enger. England baute seine Handelsbeziehungen mit Marokko zum Nachteil Spaniens aus, trotz eines päpstlichen Banns, so dass der päpstliche Nuntius in Spanien sich veranlasst sah über Elisabeth zu berichten: „Kein Übel lässt diese Frau aus; offensichtlich hat sie sogar Mulocco (Abd-el-Malek) mit Waffen und sogar Artillerie versorgt“.
Im Jahr 1600 reiste Abd el-Ouahed ben Messaoud, der Sekretär Ahmad al-Mansurs, als Botschafter an den Hof Elisabeths I. Ben Messaoud blieb sechs Monate dort, um über ein Bündnis gegen Spanien zu verhandeln. Der Sultan wollte die Unterstützung der englischen Flotte für eine geplante Invasion Spaniens erhalten. Elisabeth lehnte dies ab, hieß die Gesandtschaft zum Zeichen der Ermutigung aber willkommen und willigte stattdessen in weitere Handelsabkommen ein. Elisabeth und al-Mansur diskutierten weitere Pläne für gemeinsame Militäroperationen, wobei Elisabeth eine Vorauszahlung von 100.000 Dukaten für die Bereitstellung einer Flotte forderte, und al-Mansur im Gegenzug ein großes Schiff verlangte, um das Geld senden zu können. Die Verhandlungen blieben letztlich ohne Ergebnis, und beide Herrscher starben wenige Jahre nach dieser Gesandtschaft.

### James I. und Charles I.
Nach dem Tod al-Mansurs 1603 herrschte in Marokko zunächst Anarchie, lokale Herrscher stritten um die Vorherrschaft. Unter diesen Bedingungen büßte die Allianz an Bedeutung ein. 1604 schloss James I. von England den Frieden von London mit Spanien. Unter Jakob I. bestanden weiterhin diplomatische Beziehungen. 1610, 1613 und 1615 wurde John Harrisson an den Hof Saidan al-Nasirs gesandt, um über die Freilassung englischer Gefangener in Marokko zu verhandeln. Englische Freibeuter wie beispielsweise John Warde (Yusuf Raïs) führten ihre Kaperfahrten von den Barbareskenstaaten aus durch.
Während der Herrschaft Charles I. bat England in Marokko um militärische Unterstützung gegen Spanien in Tetouan und Salé sowie im Feldzug von Cádiz 1625, der mit einer schweren Niederlage Englands zur See endete. Am 10. Mai 1627 schloss England ein Abkommen mit Sidi Al-Ayyashi, ursprünglich Gouverneur (qā′id) des Sultans in Azemmour, der sich 1627 als eigenständiger Herrscher ausgerufen hatte. Im Austausch gegen Proviant und Waffen sollten englische Gefangene freigelassen werden. Das Bündnis zwischen England und Al-Ayyashi bestand etwa 10 Jahre lang; gemeinsam versuchte man, Al Ma'mura für Al-Ayyashi zu erobern. 1632 wurde die Stadt Salé, ein bedeutender Piratenhafen, von vereinigten englischen und marokkanischen Truppen besetzt, und christliche Gefangene befreit. Am 13. Mai 1637 schlossen Charles I. und al-Ayyashi einen Vertrag, der Waffenlieferungen an den Herrscher vorsah.

### Gesandtschaften Mulai Ismails
Unter Sultan Mulai Ismail bestanden die Beziehungen weiter. 1682 entsandte er Mohammed bin Hadou als Botschafter an den englischen Hof Bin Hadou blieb sechs Monate in England. Er besuchte unter anderem Oxford, Cambridge und die Royal Society. Sein Besuch leitete eine Periode wechselnd enger Bündnisse zwischen England und Marokko ein, die von den europäischen Konflikten, Handelsfragen, der Piraterie der Barbareskenstaaten und dem Austausch von Gefangenen geprägt waren. 1720–21 erreichten die Beziehungen einen Höhepunkt, als die englischen Botschafter John Windus und Commodore Charles Stewart Marokko besuchten. Es gelang ihnen, einen Vertrag mit Marokko zu schließen. Sie kehrten mit 296 befreiten englischen Sklaven zurück. 1726 wurden erneut marokkanische Botschafter nach England entsandt („Mahomet“ und „Bo-ally“), 1727 unterzeichnete John Russel wiederum einen Vertrag mit Ismails Nachfolger.

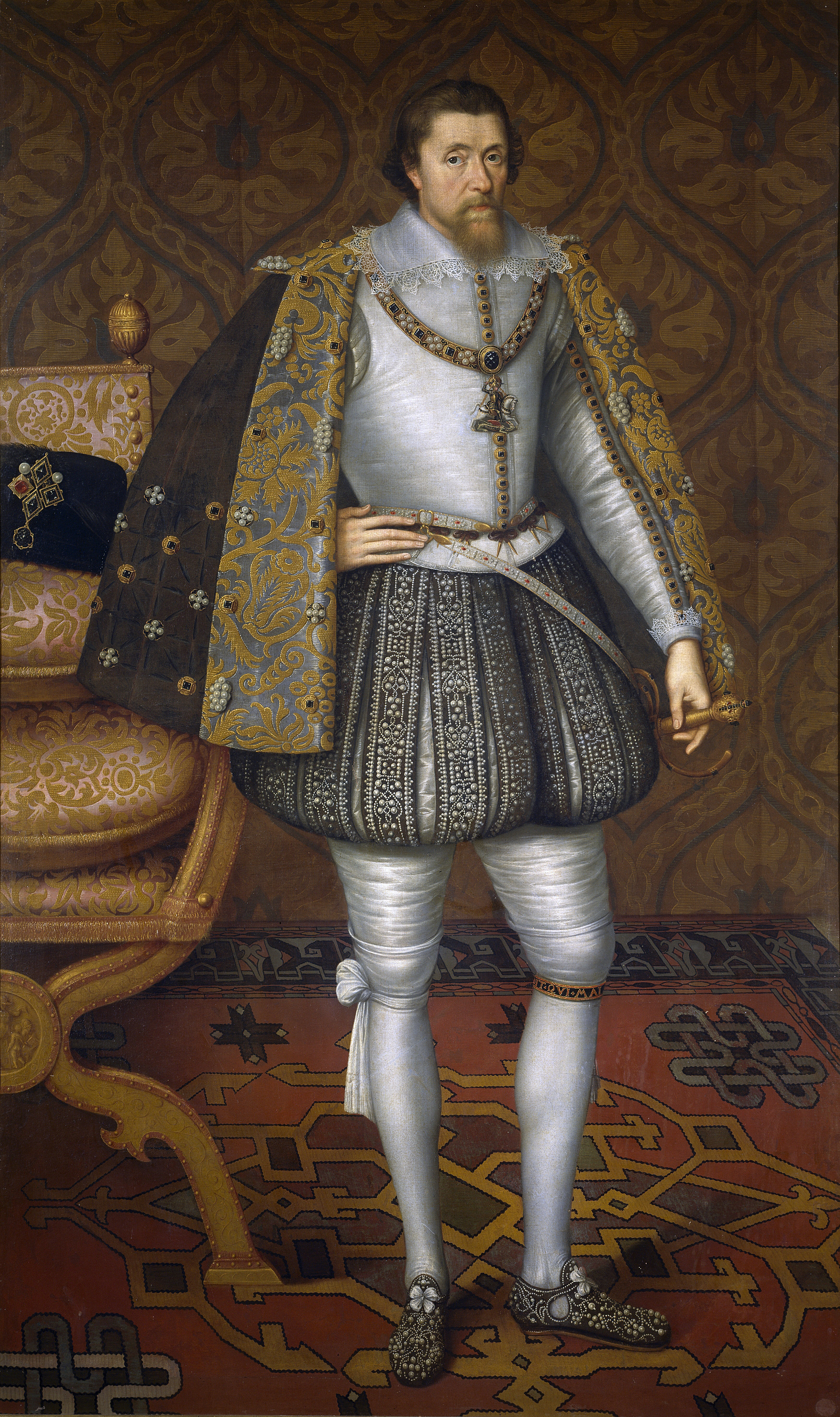
Jakob I. von England abgebildet auf einem Orientteppich, von Paul van Somer I.
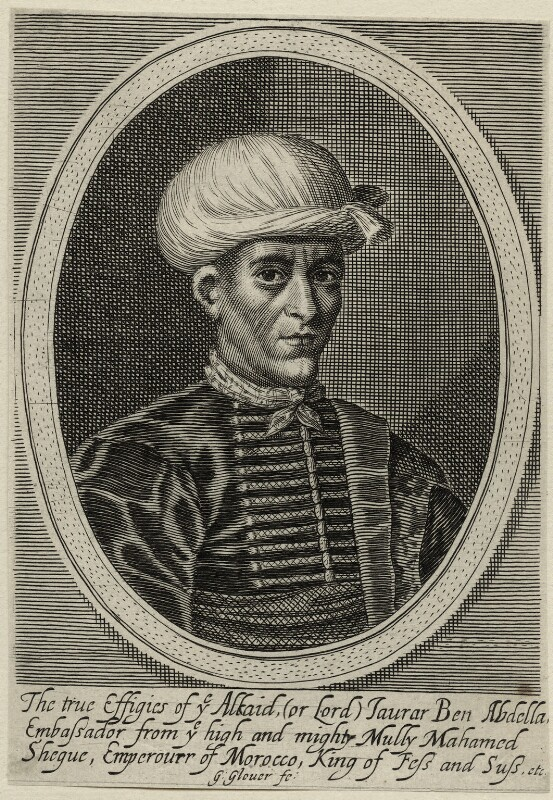
Der marokkanische Botschafter Jawdar, 1637.
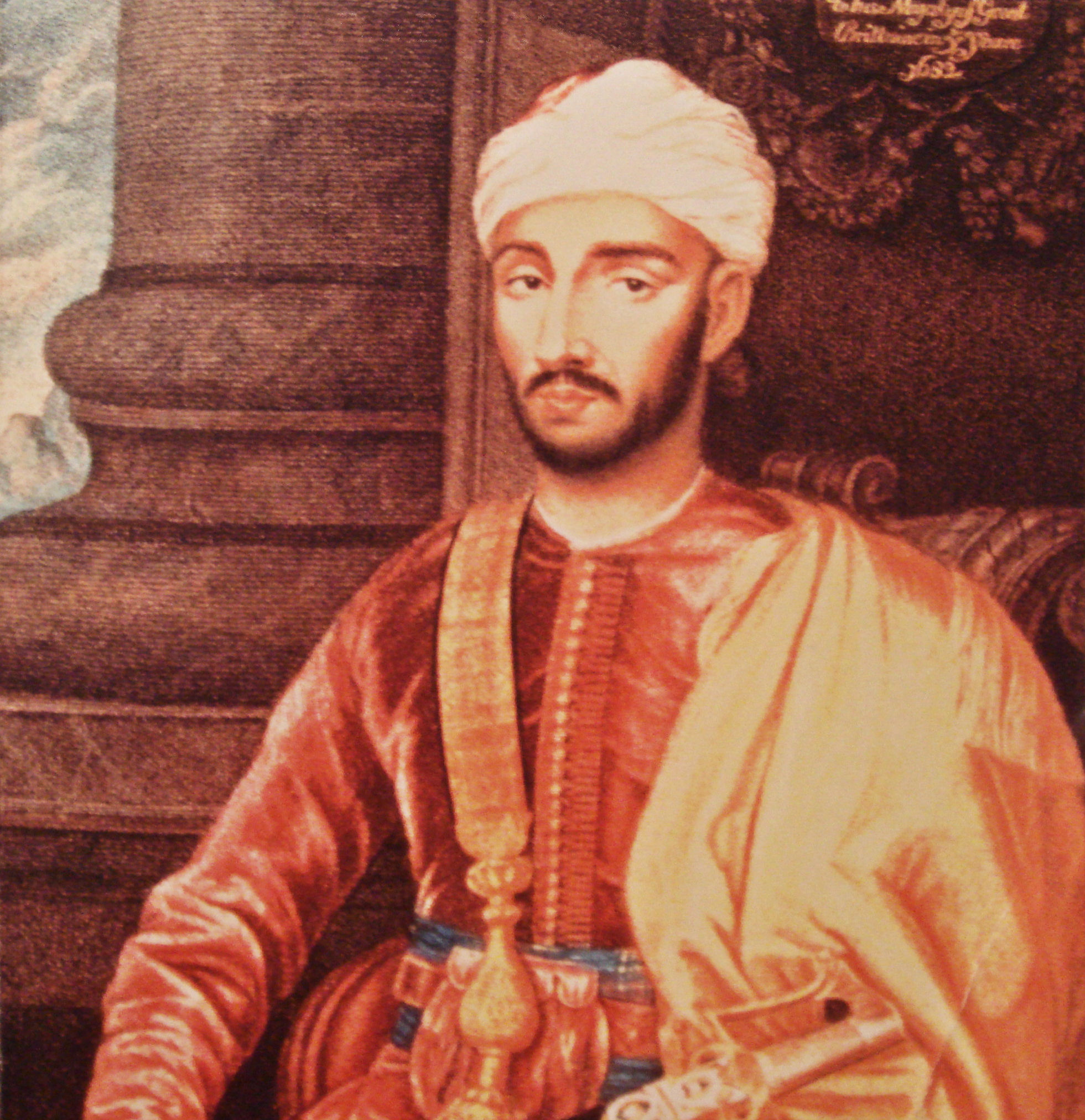
Mohammed bin Hadou, marokkanischer Botschafter in England, 1682.
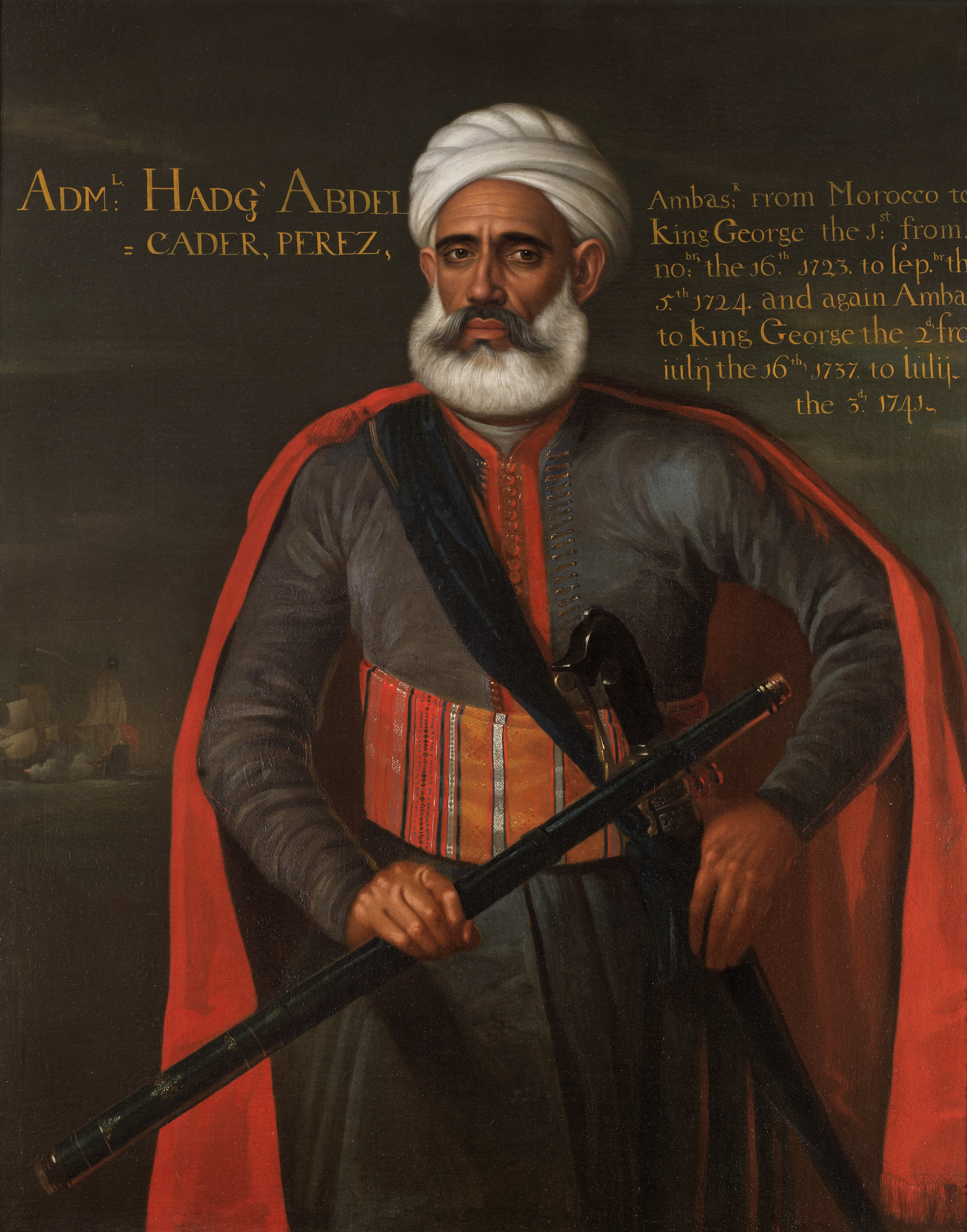
Botschafter Admiral Abdelkader Perez, 1723–1737.

## Einfluss auf die Literatur
Es wird vermutet, dass die engen Beziehungen zwischen England und Marokko die englische Literatur dieser Zeit beeinflusst hat, beispielsweise als Thema des Schauspiels The Battle of Alcazar von George Peele. In den Werken Shakespeares werden die Figuren des Shylock oder des Prinzen von Marokko in The Merchant of Venice auf die Kenntnis Marokkos zurückgeführt. Einzelne Autoren führen an, dass die Titelfigur des Othello von Abd el-Ouahed ben Messaouds inspiriert sein könnte.